# Premio Apollo
Il premio Apollo (nell'originale francese Prix Apollo) è un riconoscimento letterario creato nel 1972 da Jacques Sadoul. Incoronava i migliori romanzi di fantascienza scritti o tradotti in lingua francese. Non è stato più assegnato dal 1990.

## Albo d'oro
- 1972: Metamorfosi cosmica (Isle of the Dead) di Roger Zelazny
- 1973: Tutti a Zanzibar (Stand on Zanzibar) di John Brunner
- 1974: Il signore della svastica (The Iron Dream) di Norman Spinrad
- 1975: Il grande anello (The Embedding) di Ian Watson
- 1976: Ali della notte (Nightwings) di Robert Silverberg
- 1977: Cette chère humanité di Philippe Curval
- 1978: L'alveare di Hellstrom (Hellstrom's Hive) di Frank Herbert
- 1979: La porta dell'infinito (Gateway) di Frederik Pohl
- 1980: La persistenza della visione (The Persistence of Vision) di John Varley
- 1981: Il tempo del ginepro (Juniper Time) di Kate Wilhelm
- 1982: L'Idiot-roi di Scott Baker
- 1983: L'Orbe et la roue di Michel Jeury
- 1984: I seminatori di abissi (Les Semeurs d'abimes) di Serge Brussolo
- 1985: La cittadella dell'Autarca (The Citadel of the Autarch) di Gene Wolfe
- 1986: La musica del sangue (Blood Music) di Greg Bear
- 1987: Le porte di Anubis (The Anubis Gates) di Tim Powers
- 1988: La Compagnie des glaces di Georges-Jean Arnaud
- 1989: Il paese delle pazze risate (The Land of Laughs) di Jonathan Carroll
- 1990: Argentine di Joël Houssin